# Redfoo
Stefan Kendal Gordy, známý pod uměleckým jménem Redfoo (* 3. září 1975 Los Angeles, Kalifornie), je americký rapper, diskžokej a zpěvák afroamerického původu. Je nejmladším synem Berry Gordyho, zakladatele nahrávací společnosti Motown Records, a spisovatelky Nancy Leviské. V roce 2006 založil se svým synovcem SkyBlu skupinu LMFAO. V roce 2012 začal sólovou kariéru.

## Diskografie
- Balance Beam (1997)
- Party Rock (2009)
- Sorry for Party Rocking (2012)
- Party Rock Mainson (2016)

### Písně
- I Am Miami Trink (2008)
- La La La (2009)
- Shots (2009)
- Yes (2010)
- Party Rock Anthem (2010)
- Sexy and I Know It (2011)
- Champagne Showers (2011)
- Sorry for Party Rocking (2012)
- Bring Out the Bottles (2012)
- Let's Get Ridiculous (2013)
- New Thang (2014)
- Juice Wiggle (2015)
- Where the Sun Goes (2016)
- Booty Man (2016)
- Brand New Day (2017)
- Sock It To Ya (2017)